# Topal Osman Pacha
Topal Osman, c'est-à-dire « Osman le Boiteux » (mort en 1733) fut un grand vizir de l'Empire ottoman.

## Biographie
Né en Morée, il fut élevé au Sérail de Constantinople. À l'âge de vingt-six ans, il parvint au rang de Beylerbey, et fut envoyé en mission auprès du gouverneur d'Égypte. Au cours de son voyage, il fut capturé par un corsaire espagnol lors d'un combat dans lequel il reçut une blessure qui le laissa boiteux toute sa vie et qui lui valut son surnom. Il fut conduit en tant qu'esclave à Malte où un Français, Vincent Arniaud, originaire de Marseille et capitaine au port de Malte, le racheta et le fit soigner. Puis il lui rendit sa liberté et le fit conduire au Caire. Topal Osman eut à cœur de récompenser son généreux libérateur.
Il se signala ensuite dans la guerre de Morée, en 1715, et parvint au poste de grand vizir en 1731. Il tenta alors, avec l'aide du Français Claude Alexandre de Bonneval, d'introduire la discipline européenne dans l'armée turque. Son vizirat fut également signalé, pendant la guerre de 1730-1735 contre la Perse, par la victoire de Koridjan, remportée sur Nâdir Châh, la reprise d'Hamadan et de Tauris, la paix de Qazvin (qui valut à l'Empire la Géorgie persane). Il n'en devint pas moins la victime des intrigues de la sultane Validé et fut éloigné en 1732.
Rappelé en 1733, il fut chargé du commandement de l'armée turque et opposé à Nâdir Châh : il débuta par une victoire à Djuldjeilik (en) près de Samarra, sur les bords du Tigre, ce qui lui permit de libérer Bagdad. Mais, laissé sans renforts par le divan, il fut battu la même année à Leilan, près de Kirkouk, puis lors d'une troisième bataille à Kirkouk (en) où il périt l'épée à la main.

## Source
Marie-Nicolas Bouillet  et Alexis Chassang (dir.), « Topal Osman Pacha » dans Dictionnaire universel d’histoire et de géographie, 1878 (lire sur Wikisource)
Révolutions de l'empire ottoman, et observations sur ses progrès, Louis Chénier